# David Anders
David Anders Holt (Grants Pass, Oregón; 11 de marzo de 1981) es un actor estadounidense conocido por sus papeles de Julian Sark en Alias y como Adam Monroe en Héroes.

## Biografía
Anders nació en Grants Pass, Oregón, hijo del Dr. Tony y de Jori Holt. David es el menor de cuatro hermanos, tiene dos hermanos, Jason y Arik, y una hermana, Miley.
Ya en su juventud comenzó realizando obras de teatro en el colegio, además de practicar muchos deportes, incluyendo el baloncesto, tenis, atletismo y fútbol. En sus años de instituto actuó en la adaptación de Jesucristo Superstar, Our Town y My Fair Lady.

### Carrera
Se trasladó a Los Ángeles donde trabajó como profesor de tenis y en The Gap. Su primera aparición en televisión fue en 2001 en la serie So Little Time, protagonizada por las gemelas Olsen. Pero pronto consiguió uno de los papeles por el que es más conocido, el agente Julian Sark en la serie de televisión Alias (2001-2006). Su papel iba a ser ocasional, pero se prolongó por el resto de la serie. 
Paralelamente a la serie apareció como actor ocasional en las series Charmed', CSI: Las Vegas, CSI: Miami, Deadwood y Grey's Anatomy; participó en la película independiente The Surge en 2002; se incorporó como protagonista al musical rock Beautifull en el Off-Broadway de Nueva York en 2005 y ese mismo año participó en la película Circadian Rhythm. En 2006, participó en la película de terror Left in Darkness junto a la actriz Monica Keena. En 2007 protagonizó la película ELI. 
Volvió a tener un papel protagonista en televisión cuando se incorporó al elenco de la serie Héroes a partir de la segunda temporada con el personaje de Adam Monroe/Takezo Kensei, al que de nuevo tuvo que poner acento inglés.
En 2009 trabaja en las películas Into the Blue 2: The Reef, The Revenant y Children of the Corn. Además, se incorpora a la octava temporada de la serie 24. 
En 2010 trabaja en el capítulo "Where and when" de la segunda temporada de la serie Warehouse 13.
Desde 2009 interpretó a John Gilbelt en la serie The Vampire Diaries.
Desde 2011 interpreta al Dr. Víctor Frankenstein/Dr. Whale en la serie de la ABC, Once Upon a Time.
En 2013, participó en Arrow interpretando a Cyrus Vanch, un exconvicto que retoma su carrera criminal.
El 25 de febrero de 2014, fue anunciado que Anders se unió al reparto de iZombie, donde interpreta a Blaine.

## Filmografía

### Cine
| Año  | Título                      | Personaje          | Notas         |
| ---- | --------------------------- | ------------------ | ------------- |
| 2001 | La secta                    | Booji              |               |
| 2005 | Circadian Rhythm            | Garrison           |               |
| 2006 | Abandonado en las tinieblas | Donovan            |               |
| 2007 | ELI                         | ELI                | Cortometraje  |
| 2009 | Into the Blue 2: The Reef   | Carlton            |               |
| 2009 | The Revenant                | Bart Gregory       |               |
| 2011 | The Maiden and the Princess | Hammond            | Cortometraje  |
| 2011 | Archetype                   | RL7 (voz)          | Cortometraje  |
| 2012 | Neighbors                   | Timothy Longshanks | Cortometraje  |
| TBA  | Silt                        | Scott              | Posproducción |
| TBA  | Dead Dawn                   | Mikey              | Posproducción |

### Televisión
| Año                   | Título                         | Personaje                              | Notas                                                             | Ref.  |
| --------------------- | ------------------------------ | -------------------------------------- | ----------------------------------------------------------------- | ----- |
| 2001                  | So Little Time                 | Estudiante de último año de secundaria | Episodio: «Rules of Engagement»                                   |       |
| 2002–2006             | Alias                          | Julian Sark                            | Reparto recurrente; 56 episodios                                  |       |
| 2003                  | Player$                        | Sr. Sark                               | Episodio: «Alias Special»                                         |       |
| 2004                  | CSI: Crime Scene Investigation | Travis Watson                          | Episodio: «Patas de gallo»                                        |       |
| 2005                  | Hechiceras                     | Conde Roget                            | Episodio: «Demonios del espectáculo»                              |       |
| 2005                  | CSI: Miami                     | Brian Miller                           | Episodio: «Vuelo criminal»                                        |       |
| 2006                  | Deadwood                       | Infantryman                            | Episodio: «Tiro al pato»                                          |       |
| 2007                  | Grey's Anatomy                 | Jim                                    | Episodios: «El otro lado de esta vida, partes 1 y 2»              |       |
| 2007–2010             | Héroes                         | Adam Monroe / Takezo Kensei            | Reparto recurrente; 15 episodios                                  |       |
| 2009                  | Miénteme                       | Sargento Russell Scott                 | Episodio: «Renuncia moral»                                        |       |
| 2009                  | Los chicos del maíz            | Burton «Burt» Stanton                  | Telefilme                                                         |       |
| 2010                  | 24                             | Josef Bazhaev                          | Reparto recurrente; 6 episodios                                   |       |
| 2010                  | Almacén 13                     | Jonah Raitt                            | Episodio: «Dónde y cuándo»                                        |       |
| 2010                  | Undercovers                    | Matthew Hunt                           | Episodio: «Assassin»                                              |       |
| 2010–2011, 2014, 2017 | The Vampire Diaries            | John Gilbert                           | Reparto recurrente; 14 episodios                                  |       |
| 2011–2016             | Once Upon a Time               | Dr. Víctor Frankenstein / Dr. Whale    | Reparto recurrente; 15 episodios                                  | [ 5 ] |
| 2012                  | Dr. House                      | Bill Koppelman                         | Episodio: «No fue culpa de nadie»                                 |       |
| 2013                  | Arrow                          | Cyrus Vanch                            | Episodio: «Traición»                                              | [ 6 ] |
| 2013                  | Necessary Roughness            | Troy Cutler                            | Reparto recurrente; 8 episodios                                   |       |
| 2013                  | Mentes criminales              | Anton Harris                           | Episodio: «Dar testimonio»                                        |       |
| 2015                  | Stalker                        | Darren Tyler                           | Episodio: «Love Hurts»                                            |       |
| 2015–2019             | iZombie                        | Blaine «DeBeers» McDonough             | Reparto principal; 71 episodios                                   |       |
| 2016                  | Comedy Bang! Bang!             | Loki                                   | Episodio: «Kaley Cuoco Wears a Black Blazer and Slip on Sneakers» |       |
| 2020                  | The Magicians                  | Terrence                               | Episodio: «Magicians Anonymous»                                   |       |
| 2020                  | Roswell, New Mexico            | Travis                                 | Episodio: «Sex and Candy»                                         | [ 7 ] |
| 2022                  | Magnum P.I.                    | Ray Nasano                             | Episodio: «Close to Home»                                         |       |
| 2024                  | A Christmas in New Hope        | Buddy Stevens                          | Telefilme                                                         |       |

### Otros medios
| Año  | Título    | Personaje       | Notas         |
| ---- | --------- | --------------- | ------------- |
| 2004 | Alias     | Sr. Stark (voz) | Videojuego    |
| 2019 | Frontiers | Dr. Sharoma     | Serie podcast |